# Flavius Mallius Theodorus
Flavius Mallius Theodorus (ou Mallius Theodorus, ou encore Manlius Theodorus) est un consul romain, pour l'année 399. On sait qu'il resta le seul consul après le départ de Eutropius.

## Biographie
Il est probablement d'une origine sociale assez humble, puisque Claudien ne parle que de ses mérites et jamais de sa famille. C'est un homme de lettres à qui on doit un De Metris, ainsi que des ouvrages de philosophie. Il avait pour frère un certain Lampadus et un fils dénommé Theodorus à qui il dédie son ouvrage le De Metris. 
Il est préfet du prétoire d'Italie en 397 et consul éponyme en 399, et donne à cette occasion des jeux célébrés par un panégyrique de Claudien.
Manlius Theodorus est connu pour avoir été un consul chrétien protecteur d'Augustin d'Hippone. Celui-ci en parle lorsqu'il fait mention de son séjour à Cassiciacum à l'automne 386 et dans son ouvrage la Cité de Dieu
Augustin d'Hippone lui dédie un des quatre ouvrages écrits à Cassiciacum, le De Beata vita. Il vivait à Milan, ville qu'il favorisa contre Rome.